# Alexandersohn Jonathán
Alexandersohn Jonathán (Grätz, 19. század eleje – Óbuda, 1869. november 24.) rabbi.

## Élete
Az 1831. kolerajárványig Schwerinben működött mint rabbi, onnan került Bajára a nagytekintélyű Kohn Götzhez, aki honfitársa volt. 1833. Hejőcsabán választották meg rabbinak, de feltehetőleg reformtörekvései miatt nézeteltérései támadtak hitközségével, és a Löw Eleázár szántói rabbi elnöklete alatt működő Bész-din megfosztotta állásától. Alexandersohn a világi hatóságoktól várt elégtételt, de ezek nem avatkoztak az ügybe. Egy újabb Bész-din, amelyet Alexandersohn barátai sürgettek, a hitközséget 800 aranyforint kártérítésre kötelezte, de ő azt nem fogadta el, hanem az állását követelte vissza. E célból bejárta Nyugat-Európát, héber és német nyelvű „Tomach kovéd" (Ehrenrettung und auf Dokumente Gestützte Widerlegung, Dessau, 1847) című pamfletjében ismertette esetét, de eredmény nélkül. Az óbudai zsidókórházban halt meg, mint koldus.